# Вейэр
Вейэр (фр. Weyer) — коммуна на северо-востоке Франции в регионе Гранд-Эст (бывший Эльзас — Шампань — Арденны — Лотарингия), департамент Нижний Рейн, округ Саверн, кантон Ингвиллер. До марта 2015 года коммуна административно входила в состав упразднённого кантона Дрюлинген (округ Саверн).
Площадь коммуны — 11,58 км², население — 545 человек (2006) с тенденцией к росту: 609 человек (2013), плотность населения — 52,6 чел/км².

## Население
Население коммуны в 2011 году составляло 607 человек, в 2012 году — 614 человек, а в 2013-м — 609 человек.
| 1962 | 1968 | 1975 | 1982 | 1990 | 1999 | 2006 | 2008 | 2011 | 2012 | 2013 |
| ---- | ---- | ---- | ---- | ---- | ---- | ---- | ---- | ---- | ---- | ---- |
| 550  | 551  | 562  | 514  | 450  | 496  | 545  | 595  | 607  | 614  | 609  |

Динамика населения:

## Экономика
В 2010 году из 393 человек трудоспособного возраста (от 15 до 64 лет) 307 были экономически активными, 86 — неактивными (показатель активности 78,1 %, в 1999 году — 72,8 %). Из 307 активных трудоспособных жителей работали 282 человека (154 мужчины и 128 женщин), 25 числились безработными (10 мужчин и 15 женщин). Среди 86 трудоспособных неактивных граждан 22 были учениками либо студентами, 36 — пенсионерами, а ещё 28 — были неактивны в силу других причин.